# Gorham (Nowy Jork)
Gorham – jednostka administracyjna drugiego rzędu (town) w Stanach Zjednoczonych, w stanie Nowy Jork, w hrabstwie Ontario.
Na terenie town znajdują się dwa CDP: Crystal Beach i Gorham. Częściowo w jego obrębie leży także village Rushville.